# 理察·基奧治
理察·約翰·基奧治（英語：Richard John Keogh，/kjoʊ/，1986年8月11日—）是一名在英格蘭出生的愛爾蘭足球運動員，司職後衛，現時效力英乙球會格林森林，愛爾蘭國家足球隊成員。基奧治曾連續兩年（2010/11年和2011/12年）獲選高雲地利年度最佳球員，他亦曾代表愛爾蘭U21參加國際賽。

## 生平

### 球會
早年
基奧治早於學童時期已加入葉士域治的足球學校，並在樸文路球場擔任球僮。他其後轉投史篤城的青訓系統繼續接受訓練，期間更獲借用到冰島球會維京古，取得9場上陣記錄。2005年未曾代表史篤城一隊上陣的基奧治遭到棄用。
布里斯托城
於婉拒加盟般尼後，基奧治在2005/06年球季展開前投效英甲球會布里斯托城。但負責引入基奧治的領隊白賴仁·天尼安（Brian Tinnion）不久便離任，新帥加利·莊臣（Gary Johnson）一度將他外借到韋甘比。基奧治逐漸在布里斯托城一隊取得較多的上陣機會，更在對華素爾取得處子入球。
翌季基奧治繼續保持佳態，於對諾咸頓時入替被紅牌驅逐離場的（Bradley Orr），並於其停賽期間直接取代他的席位。基奧治在對基寧咸取得第二個入球。
基奧治於2006年10月以隊長身份帶領愛爾蘭U21參賽，並獲選2006/07年球季布里斯托城年度最佳青年球員。
外借生涯
接下來基奧治瀕瀕被外借到不同的球隊短暫效力。2007年8月31日被借用到哈德斯菲爾德，於9月1日對米禾爾首次上陣，並於9月15日在主場基爾岩球場2-3負於車頓咸射入加盟後的首球。2007年10月29日於借用期滿後返回布里斯托城。同年11月19日基奧治再以借將身份加盟卡素爾，為期至翌年1月1日，並附28日後可以召回的條款。2008年1月4日於卡素爾未能落實延長借用或正式羅致後，基奧治結束借用重返布里斯托城。
2009年3月10日基奧治又被借用到另一支英甲球隊車頓咸，翌日作客艾蘭路球場對列斯聯的首秀以2-1獲勝。
卡素爾
2008年8月20日基奧治由布里斯托城正式加盟曾以借用身份效力的卡素爾，轉會費沒有透露。於效力卡素爾最後一個球季，他獲選2009/10年球季球會的年度最佳球員。季後約滿的基奧治拒絕卡素爾提供的新約後離隊。
高雲地利
2010年6月29日基奧治與高雲地利簽署三年合約，是新任領隊（Aidy Boothroyd）於新球季簽入的第四名新球員。他於2010年7月1日與舊東家卡素爾約滿後正式加盟，由於尚未滿24歲，高雲地利須要向卡素爾支付沒有透露金額的補償金。
基奧治於2010/11年球季出席球隊所有賽事，並於球季閉幕戰對诺里奇城取得加盟後的首個入球。季末獲選球會年度最佳球員。他加盟後為球會連續上陣的紀錄直到2012年4月21日主場對唐卡士打被逐離場後才告中斷，之前他為高雲地利連續上陣長達91場。雖然球隊於季後降班，基奧治仍然連續兩年獲選球會年度最佳球員，並獲同袍選為球員先生而雙喜臨門。
2012年5月高雲地利先後拒絕布里斯托城的25萬英鎊和卡迪夫城的80萬英鎊的收購出價，並與基奧治展開合約商討。到了7月卡迪夫城再接再厲，但其沒有透露金額的出價再次被拒，外界相信金額仍然約為80萬英鎊。而另一支英冠球隊打比郡於2012年7月17日據報同為80萬英鎊的出價獲得接納，卡迪夫城由於未能達到打比郡提供的薪金水平而於兩天後退出競爭。
打比郡
2012年7月19日基奧治與打比郡簽署三年合約，轉會費沒有透露，但據報超越100萬英鎊，翌日他獲委任為球隊的新隊長，取代離隊的積遜·沙基爾，沙基爾因原任隊長的肖恩·巴克受傷長期缺陣而獲發隊長臂章。基奧治在英格蘭聯賽盃對斯肯索普的首秀取得入球，但打比郡於曾領先3-0、4-1及5-3下，最終踢成5-5平手完場，更在互射十二碼以6-7遭對手淘汰出局。

### 國家隊
基奧治於2005年首次代表愛爾蘭U21上陣，其後3年合共上陣8場，並曾獲委擔任隊長。
2013年1月21日，基奧治首次入選愛爾蘭國家足球隊主隊代表名單，備戰波蘭國家足球隊的國際友誼賽。2013年2月6日，基奧治於對波蘭的國際友誼賽中以後備身份於下半場40分鐘上場，成為其首場愛爾蘭主隊國際賽。

## 榮譽

### 個人
卡素爾
- 2009/10年球季年度最佳球員；

高雲地利
- 2010/11年和2011/12年球季年度最佳球員；

## 外部連結
- Soccerway資料庫：理察·基奧治
- 足球数据库：理察·基奧治的球员统计数据